# 青森市立孫内小学校
青森市立孫内小学校（あおもりしりつ まごないしょうがっこう）は、かつて青森県青森市孫内字山科にあった公立小学校。
周辺の過疎化が進んだため、当時の全校児童数は2桁となり、2009年3月をもって閉校された。

## 沿革
- 1901年（明治34年）
  - 4月1日 - 創立。
  - 6月27日 - 孫内字山辺20番地に、「孫内尋常小学校」（児童30名・教職員1名）開校。
- 1908年（明治41年）11月25日 - 孫内字山科33番地に新校舎移転。
- 1941年（昭和16年）4月1日 - 国民学校令により、「孫内国民学校」に改称。
- 1947年（昭和22年）4月1日 - 新学制施行により、「滝内村立孫内小学校」に改称。同日に、「孫内中学校」併置。
- 1951年（昭和26年）4月 - 滝内村が青森市に合併された事により、「青森市立孫内小学校」に改称。
- 1953年（昭和28年）4月1日 - 校章制定。
- 1954年（昭和29年）8月30日 - 孫内字山科17番24号に、小・中学校併設校舎竣工。
- 1958年（昭和33年）12月20日 - 校舎焼失。部落集会所を仮校舎に充てる。
- 1959年（昭和34年）6月22日 - 新校舎竣工。
- 1962年（昭和37年）11月17日 - 講堂新築竣工。
- 1965年（昭和40年）12月9日 - 校歌制定。
- 1970年（昭和45年）6月13日 - 未明に校舎が全焼する火災が発生。部落集会所を仮校舎に充てる。
- 1971年（昭和46年）
  - 6月5日 - 孫内字山科17番地（現在地）へ新築校舎竣工。
  - 7月11日 - 創立70周年記念と校舎新築落成記念の両式典挙行。
- 1973年（昭和48年）3月23日 - 併設の「孫内中学校」が「新城中学校」へ統合されるため、閉校式挙行。
- 1983年（昭和58年）8月28日 - 学校給食開始。
- 1989年（平成元年）12月23日 - 校長室新設。
- 2009年（平成21年）3月31日 - 新城中央小学校に統合される形で閉校[2]。

## 学区
- 孫内

## 参考資料
- 『新青森市史 別編教育（別巻） 年表・学校沿革』（青森市・2000年3月発行）「学校沿革 （一）小学校」166頁～167頁「孫内小学校 変遷」
- 『青森県教育史 別巻』（青森県教育委員会・1973年12月20日発行）「学校沿革 小学校」698頁～699頁「孫内小学校」